# 日本とメキシコの関係

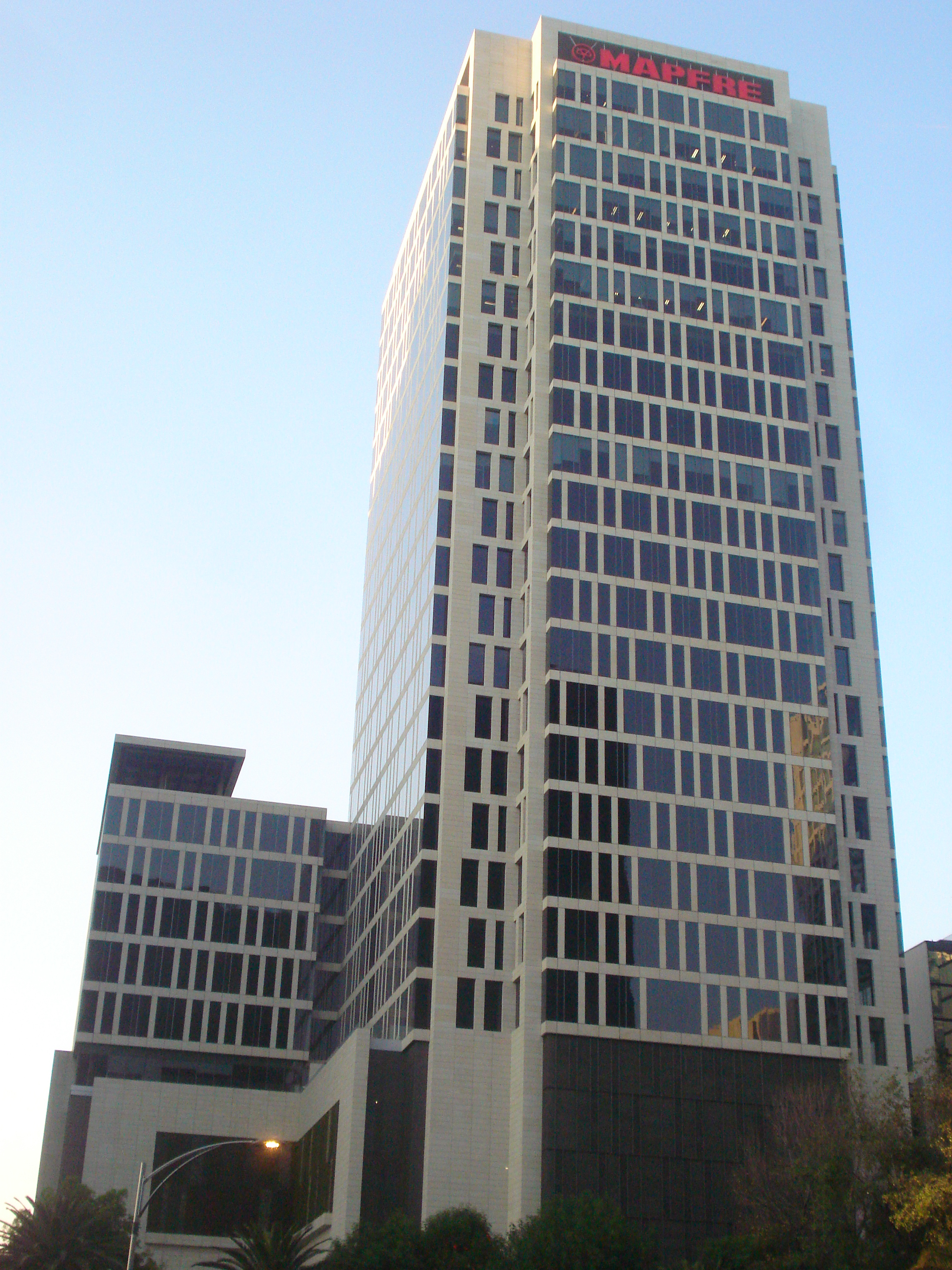
2015年11月より在メキシコ日本国大使館が入居しているトレ・マプフレ（撮影は大使館が入居する前の2014年2月）

メキシコを訪れた日本海軍。1900年。当時の1人当たりGNPは日本1167ドル、メキシコ1366ドル、米国4091ドルだった

日本とメキシコの関係（スペイン語: Relaciones entre Japón y México、英語: Japan–Mexico relations）は日本とメキシコの二国間関係を指す。日墨関係とも呼ばれる。両国はともにアジア太平洋経済協力会議（APEC）、環太平洋パートナーシップ協定（CPTPP）、経済協力開発機構（OECD）に加盟している。

## 歴史
日本とメキシコの関係はスペインがメキシコを統治していた時代に始まる。当時、メキシコやフィリピンはスペイン帝国のヌエバ・エスパーニャ副王領の一部であり、16世紀中ごろから19世紀初頭までマニラとアカプルコを結ぶアカプルコ貿易が行われていた。スペイン帝国はそのルートの周辺諸国と交易を行っており、日本の貿易商もフィリピンからヌエバ・エスパーニャ経由でスペイン帝国と交易していた。なお、その品々はアカプルコから大西洋岸のベラクルスまで陸送された後、スペイン本土に運ばれるものもあった。また、16世紀末から17世紀初頭にかけては、日本で布教活動を行うフランシスコ会の宣教師もいた。
慶長14年（1609年）、マニラからヌエバ・エスパーニャに向け航海していたサン・フランシスコ号が、上総国夷隅郡岩和田村（現在の千葉県御宿町岩和田）沖で台風に遭遇、座礁沈没するという海難事故が発生し海岸に漂着した。このとき、前フィリピン総督のドン・ロドリゴら乗船員は、江戸で幕府高官と謁見し、ウィリアム・アダムスの建造したサン・ブエナ・ベントゥーラで帰国した。慶長16年（1611年）にはヌエバ・エスパーニャ副王ルイス・デ・ベラスコは、答礼使セバスティアン・ビスカイノ一行を日本に送り、ロドリゴらの救出に謝意を伝えた。なお、この際金銅製の洋時計などの品々がフェリペ3世から徳川家康に送られている。慶長18年（1613年）、仙台藩主伊達政宗により慶長遣欧使節がメキシコを経由してスペイン国王・フェリペ3世、およびローマ教皇・パウロ5世のもとに派遣された。しかし、その後日本は鎖国体制下に入り、スペインやメキシコとの公的な関係は途絶した。
天保12年（1841年）8月、摂津国兵庫を出航した栄寿丸（13人乗り 1000石 永住丸とも）は、10月に下総国犬吠埼沖の鹿島灘で船が破損したために太平洋上を漂流し、翌天保13年（1842年）2月に乗組員13名はスペインの密貿易船エンサヨ（Ensayo）号に救助された。その後エンサヨ号はバハ・カリフォルニア半島に13名のうち9名を置き去りにし、残りの4名を連れてソノラ州グアイマス（Guaymas）港に入港したが、暴風により座礁し、4名も船から脱走した。バハ・カリフォルニア半島に置き去りにされた9名は現地民や現地役所に保護され、サン・ホセ （San José）の町に滞在した後シナロア州マサトラン（Mazatlán）に移り、9名のうち井上善助や長尾初太郎ら5名は清国経由で帰国した。
鎖国が解かれた後の1874年、メキシコの科学者フランシスコ・ディアス・コバルビアスが金星の太陽面通過の観測のため日本を訪れ、同時に日墨間の外交関係が築かれた。 1888年、駐米公使兼駐メキシコ公使の陸奥宗光と駐米メキシコ公使マティアス・ロメロは日墨修好通商条約を締結する。この条約は日本にとってはアジア以外の国と結んだ、実質的には初の平等条約であり、メキシコにとっては、アジアの国と初めて締結した条約であった。
その後、両国間の貿易関係や外交関係は第二次世界大戦でメキシコが日本を含む枢軸国に宣戦布告し、国交が断絶した時期を除き、衰えることなく続いている。
なお、諸外国の駐日大使館のうち、メキシコ大使館のみ東京都千代田区永田町にある。これは、上記の平等条約を締結したことへの謝意の表れであるとされる。

## 貿易
2005年に日本・メキシコ経済連携協定が結ばれた後、貿易が急拡大し、2国間の貿易額は約222億米ドルに達している。日本はメキシコへ主に自動車部品などを輸出し、メキシコからは主に電気機器や科学光学機器を輸入している。また、両国はともに環太平洋パートナーシップ協定（TPP）参加国である。

## 外交使節

### 駐日メキシコ大使館
- 住所：東京都千代田区永田町二丁目15-1
- アクセス：東京メトロ半蔵門線 永田町駅6番出口

駐日大使館のうち、唯一永田町に位置する。これは、メキシコがアジア以外の国で初めて平等条約を結んだ国であり、政治的中心地に大使館の用地を提供したことによる。

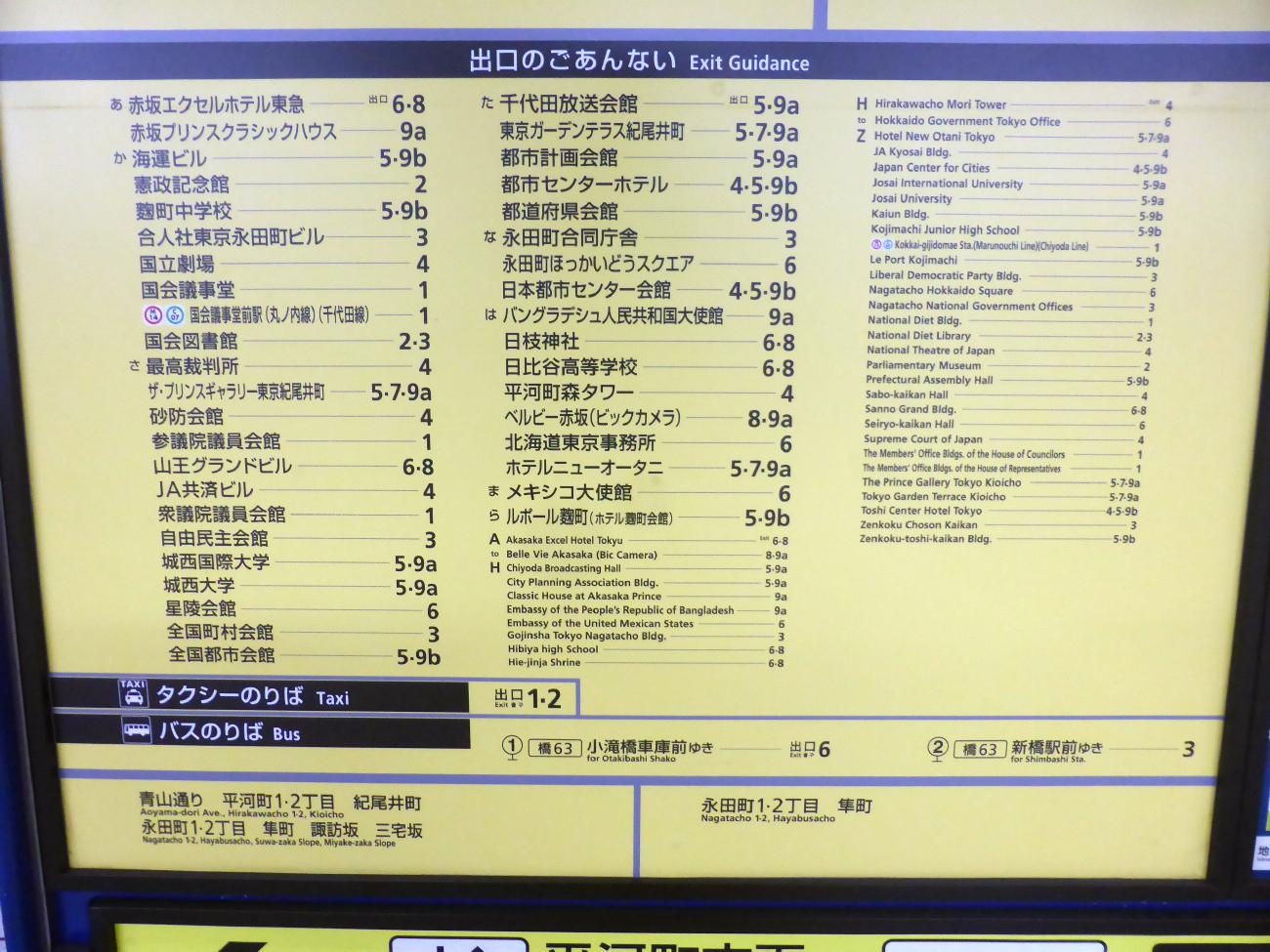
メキシコ大使館は半蔵門駅6番出口
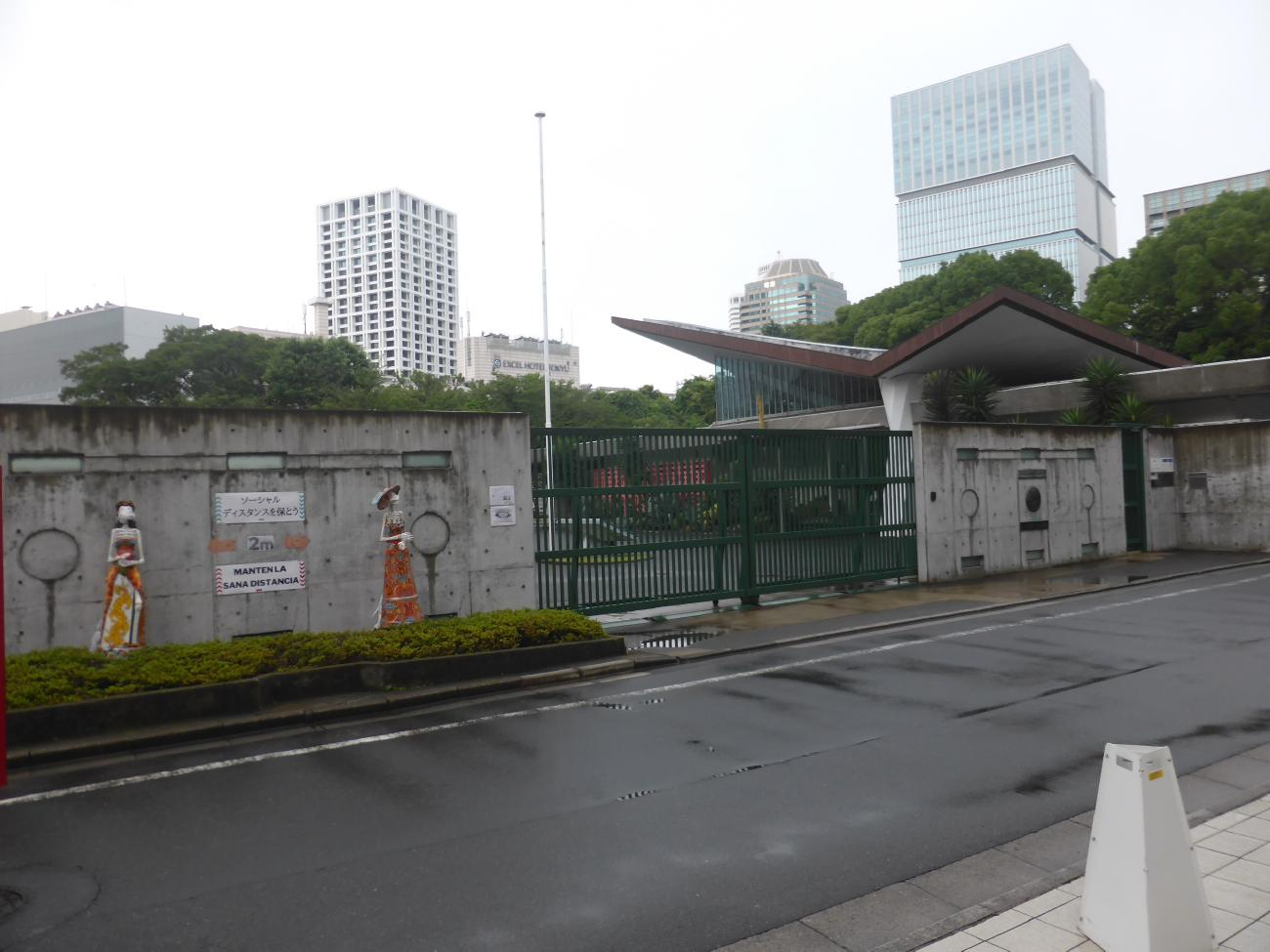
メキシコ大使館全景
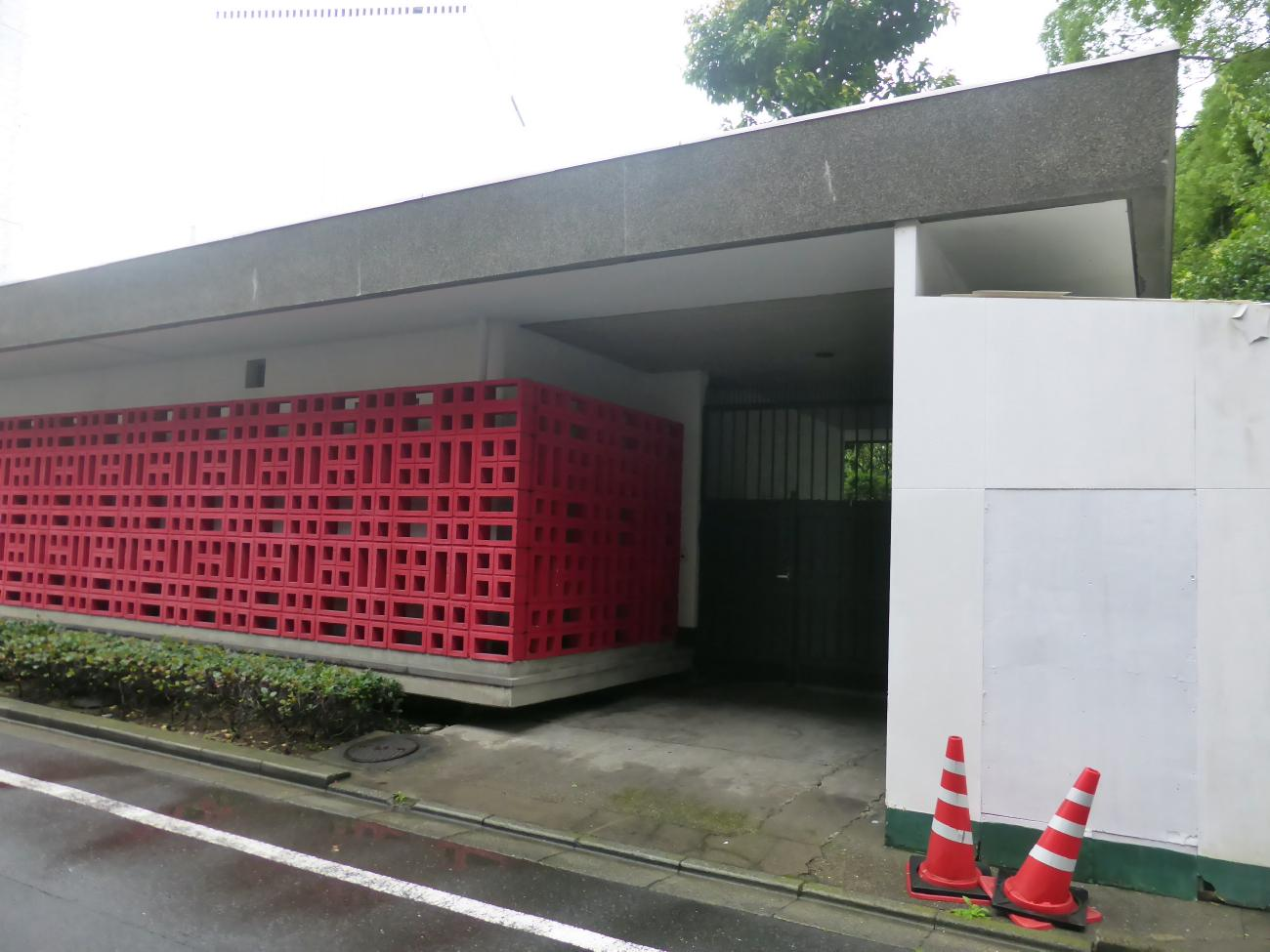
メキシコ大使館裏門
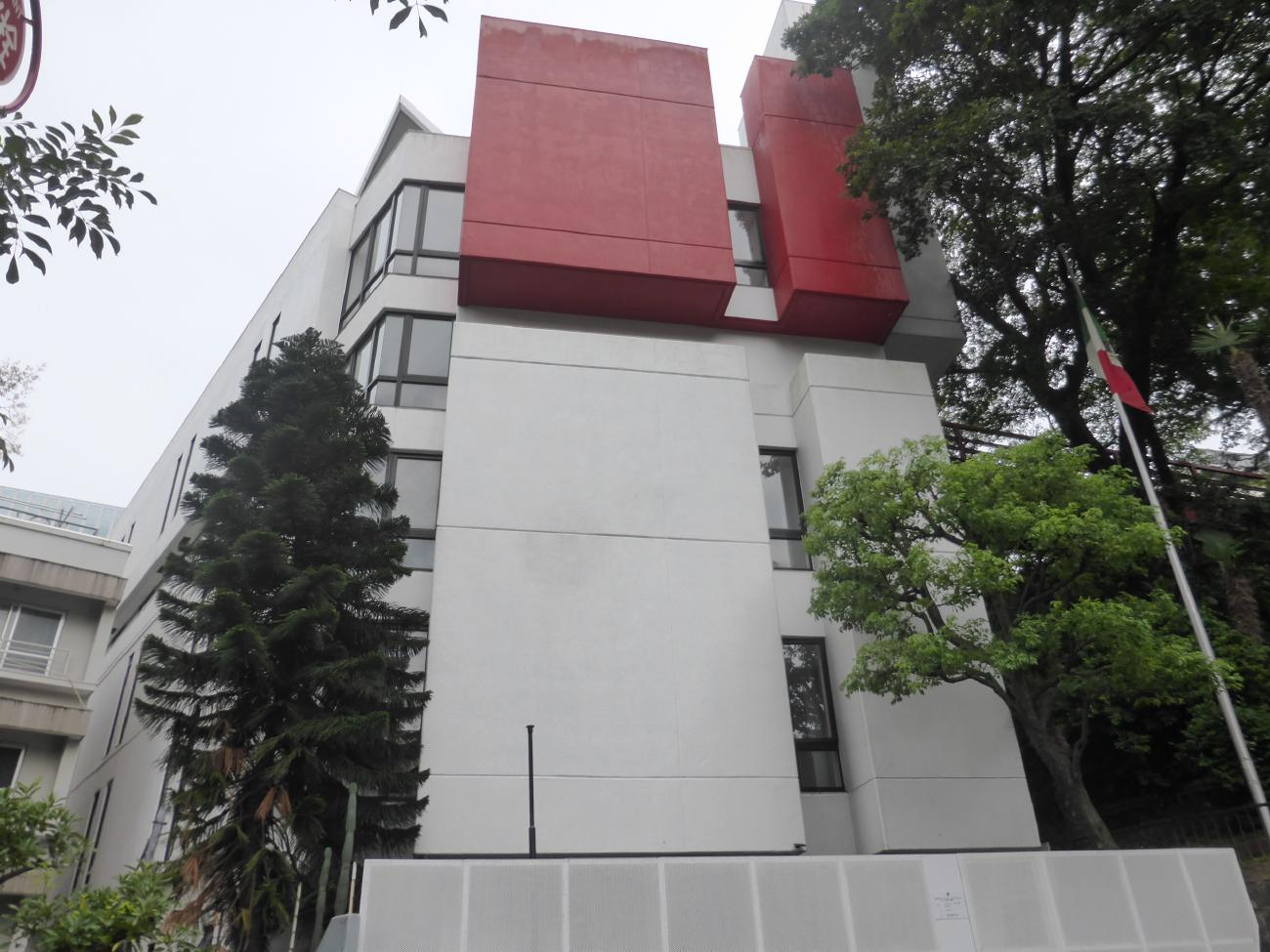
メキシコ大使館別館

### 駐日メキシコ大使・公使

#### 駐日メキシコ大使
- マヌエル・マプレス・アルセ（スペイン語版、英語版）（1952～1956年[12]）
- ハビエル・ロホ・ゴメス（スペイン語版）（1956～1957年、信任状捧呈は4月23日[13]）
- マヌエル・アルバレス・ルーナ（1974～1977年、信任状捧呈は7月16日[14]）
- ハビエル・オレア・ムニョス（英語版）（1977～1979年）
- ？？？？（～1990年[15]）
- アルフレッド・フィリップス・オルメード（スペイン語版）（1991～1992年、信任状捧呈は3月11日[16]）
- セルヒオ・エルネスト・ゴンサレス・ガルベス（1992～1994年[17]、信任状捧呈は9月24日[18]）
- マヌエル・ウリーベ・カスタニェーダ（1995～2001年、信任状捧呈は6月8日[19]）
- カルロス・デ・イカサ・ゴンサレス（スペイン語版）（2001～2004年、信任状捧呈は4月4日[20]）
- （臨時代理大使）ヘラルド・アルフレード・フェリア・アマーヤ（2004年）
- ミゲル・ルイス＝カバーニャス・イスキエルド（2004～2011年、信任状捧呈は9月3日[21]）
- クロード・ヘレル・ルーアサン（スペイン語版、英語版）（2011～2014年、信任状捧呈は11月29日[22]）
- （臨時代理大使）アルマンド・アリアガ・オチョアテギ（2014～2015年）
- カルロス・フェルナンド・アルマーダ・ロペス（2015～2018年、信任状捧呈は5月20日[23]）
- （臨時代理大使）アルマンド・アリアガ・オチョアテギ（2018～2019年）
- メルバ・マリア・プリーア・オラバリエタ（2019年～、信任状捧呈は6月13日[24]）